# Republic Airport

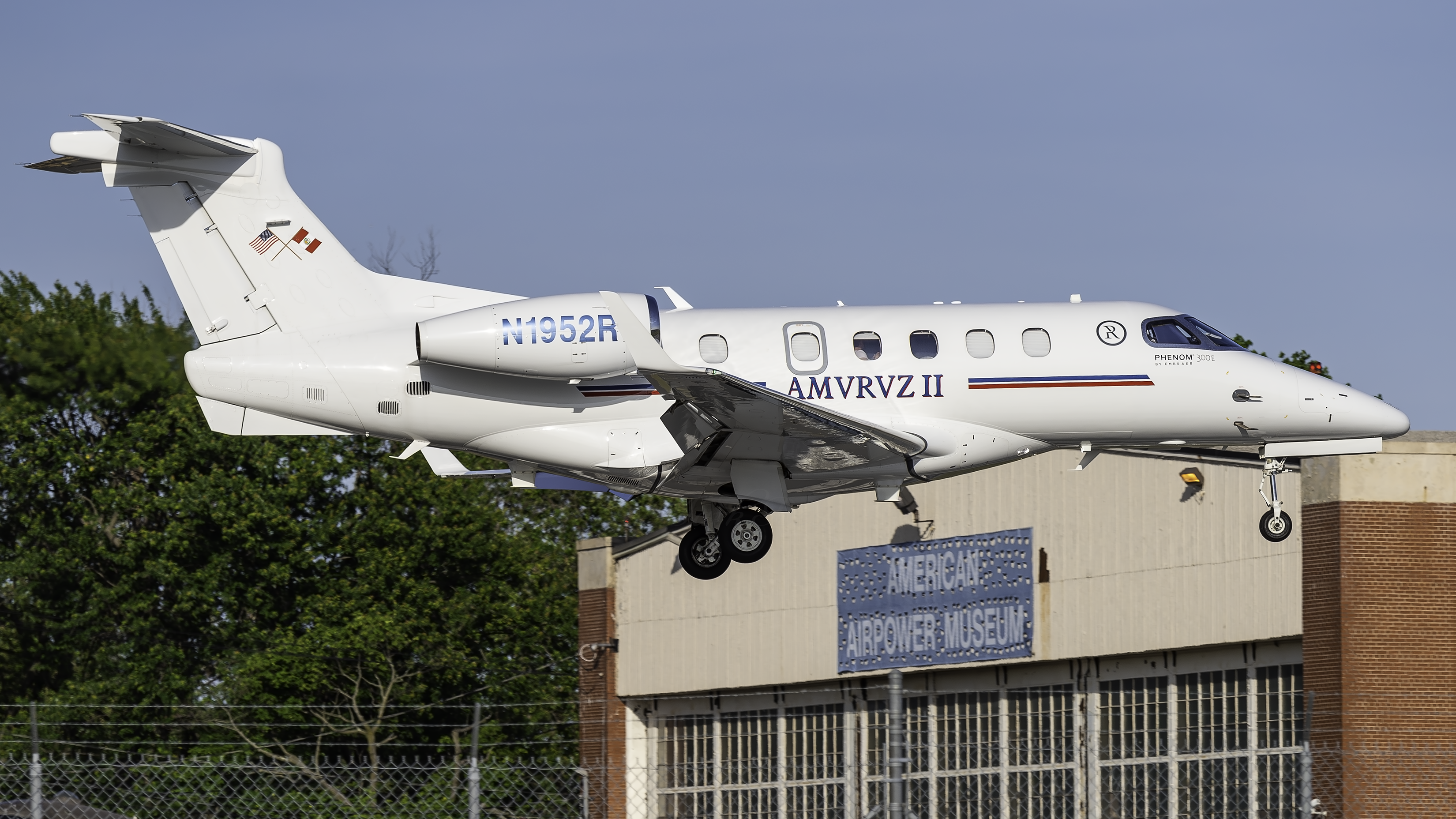
Landende Embraer Phenom 300E (2023)

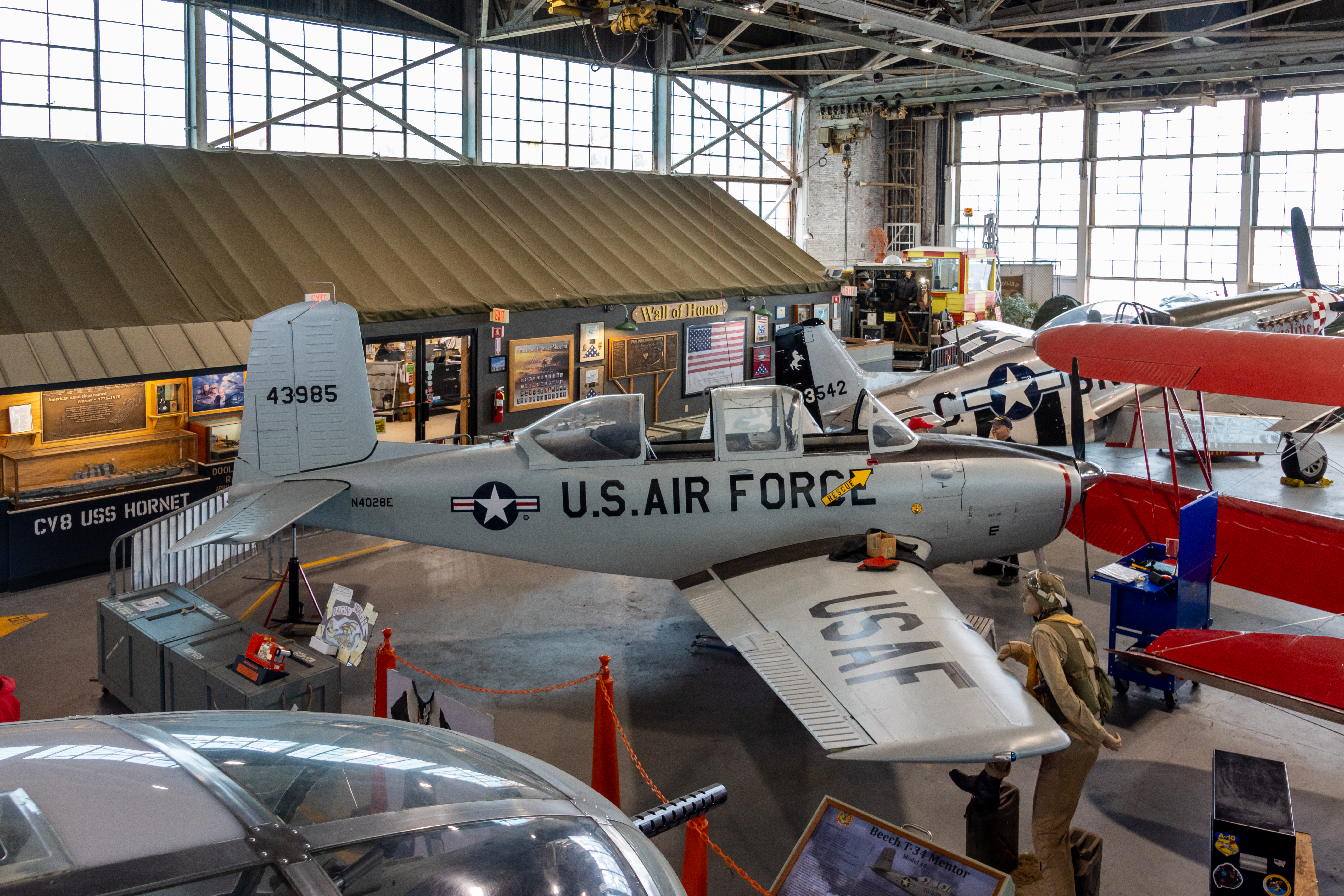
American Airpower Museum (2024)

Republic Airport is een luchthaven in East Farmingdale in de staat New York in de Verenigde Staten. De luchthaven ligt op Long Island, direct ten oosten van de Village of Farmingdale. Republic Airport ligt op slechts 60 km van Midtown Manhattan en is daardoor vrij populair onder zakelijke reizigers, zoals Teterboro Airport in New Jersey. Het is de drukste openbare luchthaven voor general aviation in de staat New York en met meer dan 235.000 vliegtuigbewegingen jaarlijks de op twee na grootste luchthaven in totaal aantal jaarlijkse vluchten - na respectievelijk John F. Kennedy International Airport en LaGuardia Airport. Er zijn meer dan 450 vliegtuigen gestationeerd, waaronder 53 met meerdere motoren, 104 straaljagers en 21 helikopters.
Namens de eigenaar, het New York State Department of Transportation, wordt de luchthaven momenteel beheerd door AvPORTS - een Amerikaanse exploitant en beheerder van luchthavens. De luchthaven biedt een tewerkstelling aan 997 fulltime-equivalent werknemers en heeft een omzet van 228 miljoen dollar.  Inclusief de indirecte tewerkstelling gaat het om een economische impact van 355 miljoen dollar en 1.694 arbeidsplaatsen.

## Geschiedenis
Republic Airport werd eind 1927 ontwikkeld door Sherman Fairchild als het Fairchild Flying Field in East Farmingdale, nadat hij had vastgesteld dat zijn bestaande vliegveld en vliegtuigfabriekscomplex aan Motor Avenue in South Farmingdale ontoereikend was om de massaproductie van zijn Fairchild FC-2 en Fairchild 71 vliegtuigen te ondersteunen. Fairchild kocht onroerend goed (een gebied van 315.520 m²) aan de zuidkant van Conklin Street (New York State Route 24) en liet op 3 november 1927 het originele lay-outplan van de luchthaven opstellen. Het vliegveld was oorspronkelijk eigendom van en werd geëxploiteerd door Fairchild Engine & Airplane Manufacturing Company. De eerste vluchten vanaf het Fairchild Flying Field vonden plaats in het late voorjaar van 1928 nadat de Fairchild Airplane and Airplane Engine-fabrieken en hangar waren voltooid en vliegtuigen in de nieuwe fabrieken waren geproduceerd. Nadat Fairchild in 1931 naar Hagerstown, Maryland was verhuisd, bouwde Grumman Aircraft Engineering van 1932 tot het voorjaar van 1937 vliegtuigen op de luchthaven.
Seversky Aircraft verhuisde daarheen in januari 1935 vanaf College Point in Queens en werd in 1939 Republic Aviation. Republic bouwde tijdens de Tweede Wereldoorlog meer dan 9.000 P-47 Thunderbolts in Farmingdale en breidde Republic Field uit, bouwde drie hangars en een verkeerstoren en verlengde en verhardde de start- en landingsbanen. Republic bouwde de F-84 Thunderjet met rechte vleugels en de F-84 Thunderstreak met geveegde vleugels tijdens de Koreaanse Oorlog en verlengde baan 14/32 naar het zuidoosten, ondanks de bezwaren van Robert Moses, in diens functie van commissaris van de State Parks.
Republic Aviation produceerde tijdens de Vietnamoorlog meer dan 800 F-105 Thunderchief jachtbommenwerpers. Republic Aviation werd in 1965 overgenomen door de Fairchild-Hiller Corp. voor $ 24,5 miljoen en Fairchild-aandelen. Flight Safety Inc. runde Republic Airport als een luchthaven voor general aviation sinds 7 december 1966 voor de Joseph Mailman's Farmingdale Corporation, die het veld in 1965 voor $ 8 miljoen van Fairchild Hiller had gekocht.
Republic Airport werd op 31 maart 1969 overgenomen door de Metropolitan Transportation Authority (MTA). De MTA installeerde een instrument landing system (ILS) op baan 14/32, bouwde het terminalgebouw op Republic Airport en werkte samen met de Federal Aviation Administration, die de huidige verkeerstoren van 30 m bouwde.
De MTA kreeg de Amerikaanse regering ook zover om in 1971 380.000 m² over te dragen aan de luchthaven en kocht het 310.000 m² Lambert-eigendom aan de noordkant van New York State Route 109 en de ontwikkeling van Breslau Gardens tussen New Highway en NY 109 in 1972.
Na klachten dat de MTA geen belastingen bijdroeg aan lokale overheden en vragen over de MTA-uitgaven bij Republic, werd het eigendom van de luchthaven in april 1983 door de wetgevende macht van de staat New York overgedragen aan het New York State Department of Transportation (NYSDOT) om de economische ontwikkeling in de omliggende regio Long Island te bevorderen.
In 1987 ging Fairchild failliet. Een groot deel van het historische fabriekscomplex Fairchild-Republic werd vervolgens verkocht en herontwikkeld als het winkelcentrum Airport Plaza.

## Faciliteiten
De luchthaven beslaat 2,1 vierkante kilometer land en heeft twee start- en landingsbanen en twee helikopterplatforms:
- 14/32: 2.083 m × 46 m, asfalt, gegroefd
- 01/19: 1.681 m × 46 m, asfalt, gegroefd
- Helikopterplatform H1: 24 m × 24 m, asfalt
- Helikopterplatform H2: 13 m × 13 m, asfalt

Republic Airport heeft een terminalgebouw met twee verdiepingen voor passagiers die aan boord gaan van chartervluchten naar nabijgelegen steden, zoals Atlantic City, New Jersey. Dit terminalgebouw werd gebouwd in de jaren 1980 en is eerder gebruikt door regionale luchtvaartmaatschappijen, waaronder Northwest AIrlink.
De Long Island Republic Airport Historical Society onderhoudt historische archieven en zestien fototentoonstellingen die de geschiedenis van de luchtvaart illustreren op de eerste verdieping van het terminalgebouw van Republic Airport, achter de verkeerstoren van de luchthaven, aan de oostkant van New York State Route 110.
Republic Airport is ook de thuisbasis van het American Airpower Museum, dat bezoekers de mogelijkheid biedt om vliegtuigen uit de Tweede Wereldoorlog tijdens de vlucht te zien.